# Maria Giuseppina di Sassonia (delfina di Francia)
Maria Giuseppina di Sassonia (Maria Josepha Karolina Eleonore Franziska Xaveria von Sachsen; Dresda, 4 novembre 1731 – Versailles, 13 marzo 1767) fu duchessa in Sassonia per nascita e delfina di Francia per matrimonio. Diventò delfina all'età di quindici anni attraverso il suo matrimonio con Luigi di Francia, figlio ed erede di Luigi XV. Maria Giuseppina fu la madre di tre re di Francia, tra cui Luigi XVI, che morì ghigliottinato durante la rivoluzione francese. Anche sua figlia minore, Madame Élisabeth, fu decapitata durante la rivoluzione.

## Biografia

### Infanzia
Maria Giuseppina nacque il 4 novembre 1731 nel castello di Dresda da Federico Augusto II, principe elettore di Sassonia e re di Polonia, e Maria Giuseppa d'Austria, figlia di Giuseppe I, Imperatore del Sacro Romano Impero. Come figlia del principe elettore, era una duchessa in Sassonia. Sua madre era cugina di primo grado di Maria Teresa d'Austria, che a sua volta era la madre di Maria Antonietta, la futura nuora di Maria Giuseppina.
Maria Giuseppina era l'ottava di quindici figli e la quarta femmina. La maggiore delle sue sorelle, Maria Amalia, sposò il futuro Carlo III di Spagna nel 1738 ed ebbe una famiglia numerosa. La sua seconda sorella, Maria Margherita, morì nell'infanzia. Maria Anna Sofia diventò elettrice di Baviera nel 1747. Il maggiore dei suoi fratelli maschi sopravvissuti, Federico Cristiano, divenne elettore di Sassonia nel 1763 e regnò per soli 74 giorni.
Le sue sorelle minori Maria Cristina e Maria Cunegonda furono principesse-badesse di prestigiose istituzioni religiose.

### Trattative di matrimonio

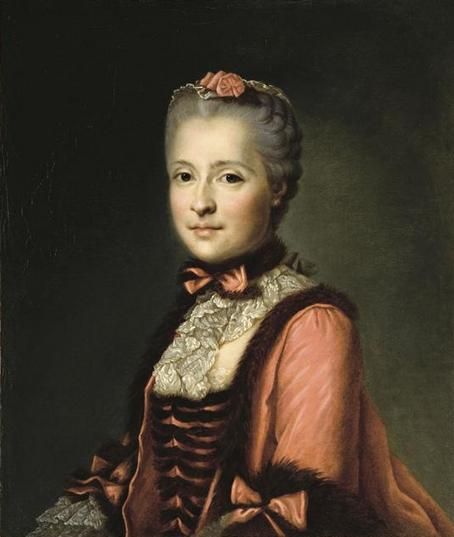
Maria Giuseppina in giovane età, ritratta da Jean-Baptiste Greuze.

Come noto, sua sorella maggiore Maria Amalia aveva sposato un principe spagnolo, l'Infante Carlos, nel 1738. Egli era un membro del Casato di Borbone. Il Delfino di Francia era sposato con l'infanta Maria Teresa Raffaella di Spagna dal febbraio 1745. La coppia era stata molto felice insieme e profondamente innamorata. L'infanta, nota come Marie-Thérèse-Raphaëlle in Francia, morì il 22 luglio 1746 dopo aver partorito una bambina, l'unico figlio della coppia, la principessa Maria Teresa di Francia. Ferdinando VI di Spagna, fratellastro della defunta Marie-Thérèse-Raphaëlle, aveva offerto al delfino un'altra principessa Borbone, l'infanta Maria Antonietta. Invece Luigi XV e la sua onnipotente amante Madame de Pompadour vollero aprire dei canali diplomatici.
Il matrimonio tra Maria Giuseppina e il delfino di Francia fu suggerito per prima dallo zio di Maria Giuseppina, Maurizio di Sassonia, un figlio illegittimo del nonno di Maria Giuseppina Augusto II. Luigi XV e Madame de Pompadour erano convinti che il matrimonio sarebbe stato vantaggioso per gli affari esteri francesi. Francia e Sassonia erano state su fronti opposti nella recente guerra di successione austriaca e quindi il matrimonio tra la principessa sassone e il delfino di Francia avrebbe formato una nuova alleanza tra le due nazioni.
C'era un solo problema con la sposa indicata: Augusto II, nonno di Maria Giuseppina, aveva detronizzato Stanislao Leszczyński, al tempo duca di Lorena. Stanislao era padre dell'allora regina di Francia. Il matrimonio si diceva avesse umiliato la regina dalla vita semplice, anche se la regina e la delfina sarebbero poi andate d'accordo.
Altre proposte provenivano dalla Savoia nella figura della principessa Eleonora di Savoia o di sua sorella, la principessa Maria Luisa di Savoia, nipote della regina di Spagna sua omonima. Entrambe furono rifiutate.
Nonostante la disapprovazione della regina, i due furono uniti in matrimonio il 9 febbraio 1747, Maria Giuseppina di Sassonia sposò Luigi di Francia, Delfino di Francia e Fils de France. Il suo matrimonio con un Fils de France ("Figlio di Francia") diede a Maria Giuseppina l'appellativo di altezza reale, il diritto di viaggiare e alloggiare ovunque lo faceva il re, nonché l'agognato diritto di cenare con lui in una poltrona in sua presenza. Tuttavia, in pratica, la delfina veniva chiamata Madame la Dauphine, il più tradizionale stile francese prevalente a Versailles fino alla rivoluzione.

### Marie-Josèphe de Saxe

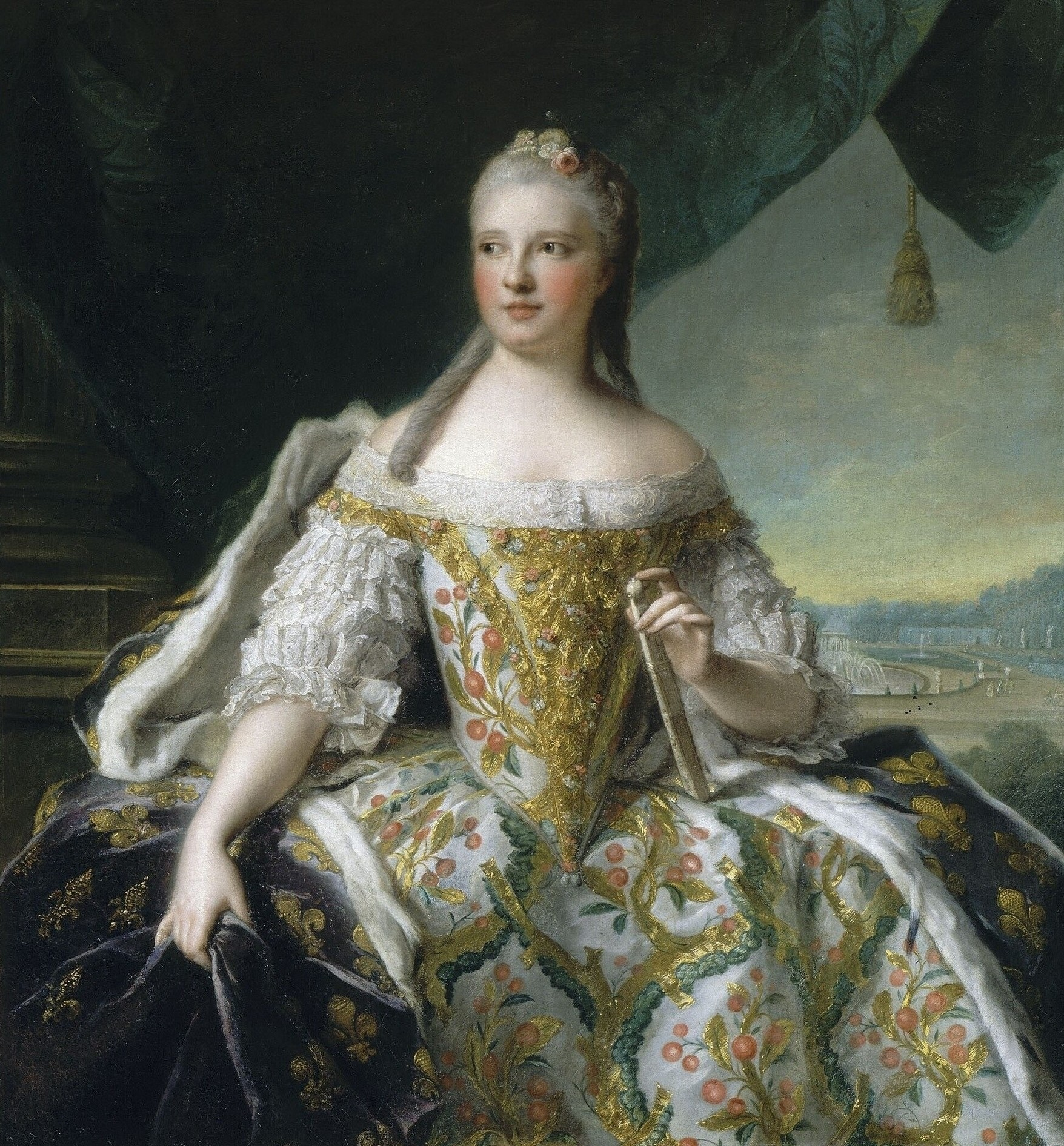
Maria Giuseppina ritratta da Jean Marc Nattier, 1751.

In Francia la principessa sassone era nota come Marie-Josèphe de Saxe.
Prima del matrimonio, la tradizione esigeva che la sposa indossasse un braccialetto con un'immagine del proprio padre. La regina, incontrando la delfina, chiese di vedere il braccialetto. La spiritosa Maria Giuseppina, rivelando il braccialetto alla regina, mostrò un ritratto del padre della regina. La delfina disse che il ritratto rappresentava il fatto che il duca di Lorena era suo nonno per matrimonio. La regina e la corte furono fortemente colpiti dal tatto di questa ragazza di 15 anni. La delfina fu anche molto legata a suo suocero Luigi XV.
Al momento del matrimonio, il delfino era ancora in lutto per la moglie spagnola. Questo dolore era molto manifesto da parte del delfino, ma Maria Giuseppina fu elogiata notevolmente per aver conquistato il cuore del delfino "a poco a poco a poco". Nonostante Maria Giuseppina fosse una moglie paziente, il dolore del delfino si aggravò nell'aprile 1748, quando l'unica figlia avuta dall'infanta morì all'età di due anni.
Il delfino fu profondamente addolorato dalla morte di Maria Teresa, nota come Madame Royale, poiché ella era l'unico legame con la sua defunta madre. Maria Giuseppina, sua matrigna, commissionò successivamente un ritratto, ormai perduto, della piccola, da posizionarsi sopra la sua culla.

La nuova Delfina fu molto grata a Madame de Pompadour per aver contribuito a combinare il suo matrimonio, e mantenne sempre un buon rapporto con l'amante reale. Sebbene fosse un matrimonio combinato, Maria Giuseppina si innamorò del delfino.

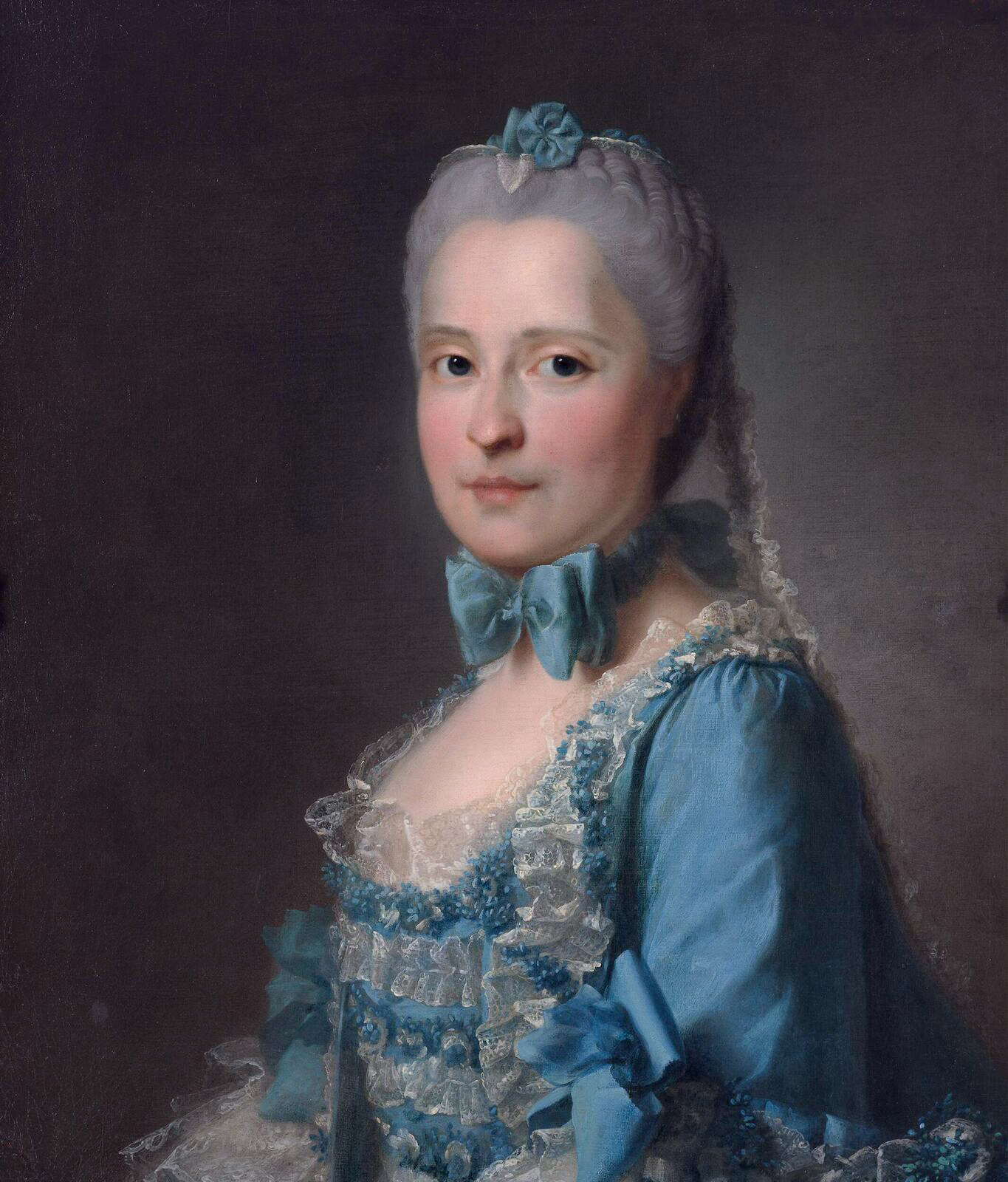
La delfina ritratta da Jean-Martial Frédou nel 1760.

Come suo marito, Maria Giuseppina era molto devota. Insieme con la regina Maria Leszczyńska, formava un contrappeso all'atteggiamento libertino di suo suocero e della sua corte. La coppia non amava i vari intrattenimenti tenuti a Versailles ogni settimana, preferendo rimanere nei propri appartamenti che si possono ancora vedere al piano terra di Versailles e che affacciano sull'Orangerie.

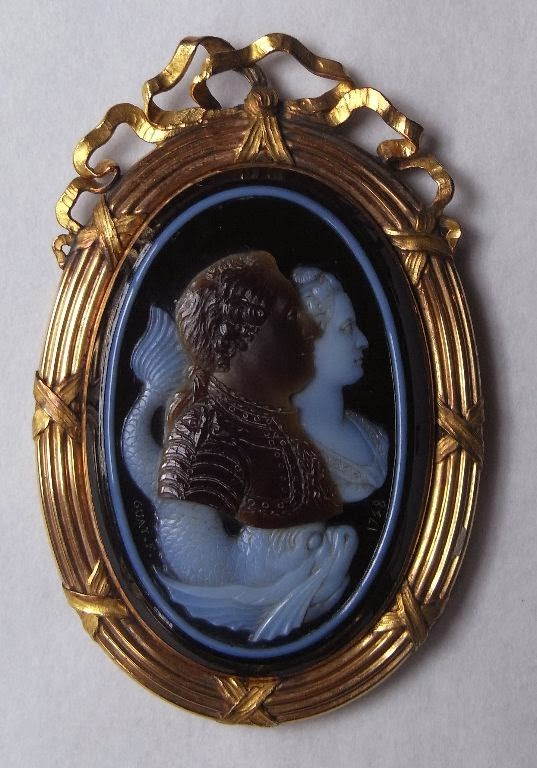
Maria Giuseppina e il Delfino in un cameo di Jacques Guay, 1758.

Il primo figlio della coppia fu una femmina, nata nel 1750 il giorno della ricorrenza di San Zefirino, e chiamata per questo Maria Zefirina. La nascita della principessa, nota come Madame Royale, fu accolta con grande gioia dai suoi genitori, benché Luigi XV fosse rimasto deluso dal sesso della neonata. Questa principessa morì nel 1755 senza essere compianta: in Francia, una principessa doveva vivere almeno cinque anni per essere formalmente compianta. Al loro secondo figlio, Luigi Giuseppe Saverio di Francia, nato il 15 settembre 1751, fu dato il titolo di duc de Bourgogne, un titolo tradizionalmente dato al maggiore dei figli del delfino di Francia. Borgogna era la luce degli occhi dei suoi genitori. I suoi talenti apparvero presto e ispirò speranza per il futuro nei cuori dell'intera corte. Era particolarmente legato alla sorella maggiore.
Sfortunatamente, la coppia reale concentrò così tanto tempo ed energie sul figlio maggiore, che gli altri figli subirono le conseguenze di questa trascuratezza. Il bimbo morì il 22 marzo 1761 a Versailles dopo essere caduto da un cavallo a dondolo. Cominciò a zoppicare e un tumore cominciò a svilupparsi nel fianco. Fu operato, ma ciononostante non recuperò più l'uso delle gambe. Fu sepolto nell'abbazia di Saint-Denis.

Il secondo figlio maschio della coppia, Saverio di Francia, duc d'Aquitaine, nacque nel 1753 e morì un anno dopo. Di conseguenza, il loro terzo figlio maschio, Luigi Augusto di Francia, duc de Berry, nato il 23 agosto 1754, diventò secondo in linea al trono francese dopo suo padre. Era un ragazzo forte e sano, sebbene molto timido. Eccelleva negli studi e aveva un forte gusto per il latino, la storia, la geografia, e l'astronomia. Parlava correttamente l'italiano e l'inglese. Luigi Augusto successe poi al nonno Luigi XV sul trono di San Luigi.

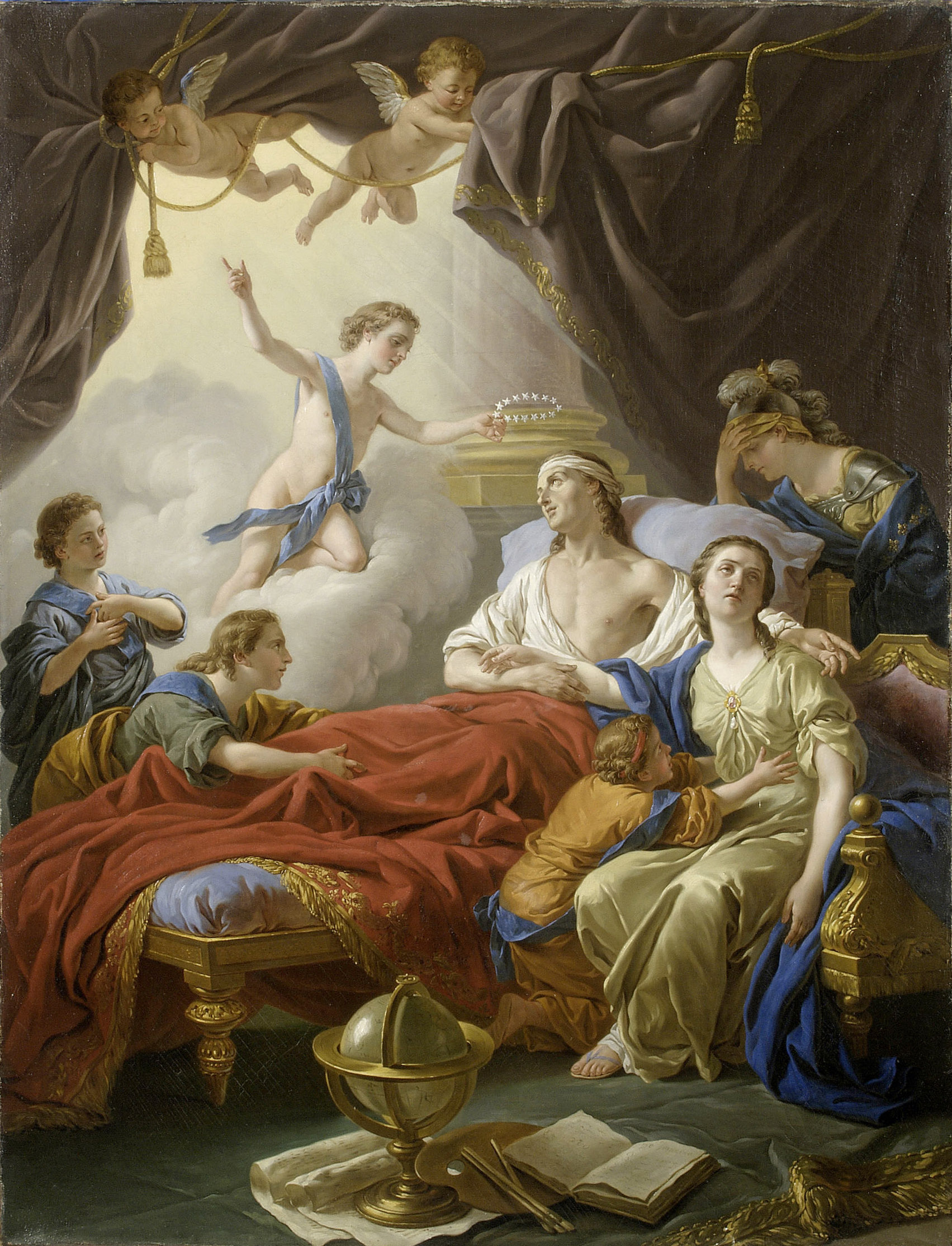
Allegoria della morte del Delfino di Louis-Jean-François Lagrenée, 1765.

Grazie allo stretto rapporto di Maria Giuseppina con il re e il delfino, il rapporto tra padre e figlio fu presto sanato. Il delfino era al centro dei Dévots, un gruppo di uomini di mentalità religiosa che sperava di ottenere il potere quando egli sarebbe salito al trono, opponendosi apertamente allo stile di vita libertino del re.
Suo suocero chiamava la sua amorevole nuora la triste Pepe. Nel 1756 Federico II di Prussia invase la sua nativa Sassonia, fatto che diede inizio alla guerra dei sette anni, cui la Francia prese parte successivamente. La Sassonia venne saccheggiata da Federico. Poi, nel 1757, sua madre morì a 58 anni a Dresda. Suo padre sarebbe morto nel 1763.
Politicamente riservata, si impegnò soltanto una volta, nel 1762, invano, per la preservazione della Compagnia di Gesù in Francia. La società fu sciolta per ordine del Parlamento di Parigi, ispirato da magistrati giansenisti, contro la volontà del re.

### Vedovanza
Nel 1765 morì inoltre anche Luigi Ferdinando. A Luigi XV sarebbe quindi succeduto direttamente l'impacciato e insicuro nipote Luigi Augusto, il futuro Luigi XVI. In 15 anni di matrimonio Maria Giuseppina, orgogliosa inoltre del proprio ruolo di delfina e madre del futuro re, non mancò mai di esternare il suo attaccamento nei confronti della Francia.
Suocero e nuora ebbero sempre buoni rapporti e spesso trascorrevano del tempo insieme. Gli appartamenti della delfina erano gli stessi che aveva occupato Madame de Pompadour e quindi erano vicini a quelli del re.

### Morte

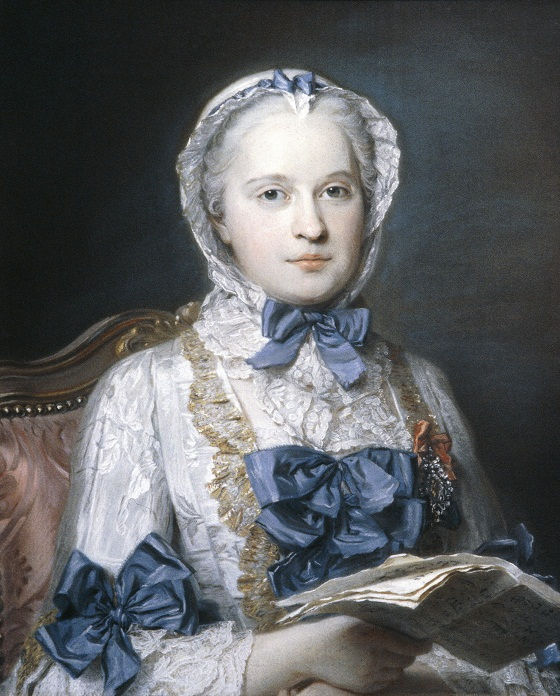
Maria Giuseppina di Sassonia di Maurice Quentin de La Tour, 1749.

Morì nel 1767. I suoi gioielli, del valore, stimato all'epoca, di due milioni di livres, furono poi donati alla futura nuora Maria Antonietta.

## Discendenza
- Maria Zefirina di Francia (26 agosto 1750 - 1º settembre 1755), era nota come Madame Royale e morì a Versailles all'età di 5 anni;
- Luigi Giuseppe di Francia, duca di Borgogna (13 settembre 1751 - 22 marzo 1761), morì a 9 anni;
- Saverio di Francia, duca di Aquitania (8 settembre 1753 - 22 febbraio 1754), morì a 5 mesi;
- Luigi XVI di Francia (23 agosto 1754 - 21 gennaio 1793), sposò l'arciduchessa Maria Antonietta d'Ausburgo-Lorena ed ebbe figli; (ghigliottinato)
- Luigi XVIII di Francia (17 novembre 1755 - 16 settembre 1824), sposò la principessa Maria Giuseppina di Savoia, senza figli;
- Carlo X di Francia (9 ottobre 1757 - 6 novembre 1836), sposò la principessa Maria Teresa di Savoia ed ebbe figli;
- Maria Clotilde di Francia (23 settembre 1759 - 7 marzo 1802), sposò il re Carlo Emanuele IV di Sardegna, senza figli;
- Elisabetta di Francia (3 maggio 1764 - 10 maggio 1794), non si sposò mai e fu giustiziata durante la rivoluzione francese all'età di 30 anni (ghigliottinata).

Maria Giuseppina ebbe anche un figlio maschio nato morto nel 1748 e un altro nel 1749. Una figlia nata morta nel 1752, e ancora un altro maschio 1756. Abortì un maschio nel 1762 e una femmina nel 1763.

## Antenati
|                                              |                      |                                           | Genitori                                |  |  | Nonni |  |  | Bisnonni                         |  |  | Trisnonni                       |  |
|                                              |                      |                                           |                                         |  |  |       |  |  | Giovanni Giorgio III di Sassonia |  |  | Giovanni Giorgio II di Sassonia |  |
|                                              |                      |                                           |                                         |  |  |       |  |  | Giovanni Giorgio III di Sassonia |  |  | Giovanni Giorgio II di Sassonia |  |
|                                              |                      | Maddalena Sibilla di Brandeburgo-Bayreuth |                                         |  |  |       |  |  | Giovanni Giorgio III di Sassonia |  |  |                                 |  |
| Augusto II di Polonia                        |                      |                                           |                                         |  |  |       |  |  | Giovanni Giorgio III di Sassonia |  |  |                                 |  |
|                                              |                      | Anna Sofia di Danimarca                   | Federico III di Danimarca               |  |  |       |  |  |                                  |  |  |                                 |  |
|                                              |                      | Anna Sofia di Danimarca                   | Federico III di Danimarca               |  |  |       |  |  |                                  |  |  |                                 |  |
|                                              |                      | Anna Sofia di Danimarca                   | Sofia Amelia di Brunswick e Lüneburg    |  |  |       |  |  |                                  |  |  |                                 |  |
| Augusto III di Polonia                       |                      | Anna Sofia di Danimarca                   |                                         |  |  |       |  |  |                                  |  |  |                                 |  |
|                                              |                      | Cristiano Ernesto di Brandeburgo-Bayreuth | Ermanno Augusto di Brandeburgo-Bayreuth |  |  |       |  |  |                                  |  |  |                                 |  |
|                                              |                      | Cristiano Ernesto di Brandeburgo-Bayreuth | Ermanno Augusto di Brandeburgo-Bayreuth |  |  |       |  |  |                                  |  |  |                                 |  |
|                                              |                      | Cristiano Ernesto di Brandeburgo-Bayreuth | Sofia di Brandeburgo-Ansbach            |  |  |       |  |  |                                  |  |  |                                 |  |
| Cristiana Eberardina di Brandeburgo-Bayreuth |                      | Cristiano Ernesto di Brandeburgo-Bayreuth |                                         |  |  |       |  |  |                                  |  |  |                                 |  |
|                                              |                      | Sofia Luisa di Württemberg                | Eberardo III di Württemberg             |  |  |       |  |  |                                  |  |  |                                 |  |
|                                              |                      | Sofia Luisa di Württemberg                | Eberardo III di Württemberg             |  |  |       |  |  |                                  |  |  |                                 |  |
|                                              |                      | Sofia Luisa di Württemberg                | Anna Caterina Dorotea di Salm-Kyrburg   |  |  |       |  |  |                                  |  |  |                                 |  |
| Maria Giuseppina di Sassonia                 |                      | Sofia Luisa di Württemberg                |                                         |  |  |       |  |  |                                  |  |  |                                 |  |
|                                              | Leopoldo I d'Asburgo | Ferdinando III d'Asburgo                  |                                         |  |  |       |  |  |                                  |  |  |                                 |  |
|                                              | Leopoldo I d'Asburgo | Ferdinando III d'Asburgo                  |                                         |  |  |       |  |  |                                  |  |  |                                 |  |
|                                              | Leopoldo I d'Asburgo | Maria Anna di Spagna                      |                                         |  |  |       |  |  |                                  |  |  |                                 |  |
| Giuseppe I d'Asburgo                         | Leopoldo I d'Asburgo |                                           |                                         |  |  |       |  |  |                                  |  |  |                                 |  |
|                                              |                      | Eleonora del Palatinato-Neuburg           | Filippo Guglielmo del Palatinato        |  |  |       |  |  |                                  |  |  |                                 |  |
|                                              |                      | Eleonora del Palatinato-Neuburg           | Filippo Guglielmo del Palatinato        |  |  |       |  |  |                                  |  |  |                                 |  |
|                                              |                      | Eleonora del Palatinato-Neuburg           | Elisabetta Amalia d'Assia-Darmstadt     |  |  |       |  |  |                                  |  |  |                                 |  |
| Maria Giuseppa d'Austria                     |                      | Eleonora del Palatinato-Neuburg           |                                         |  |  |       |  |  |                                  |  |  |                                 |  |
|                                              |                      | Giovanni Federico di Brunswick-Lüneburg   | Giorgio di Brunswick-Lüneburg           |  |  |       |  |  |                                  |  |  |                                 |  |
|                                              |                      | Giovanni Federico di Brunswick-Lüneburg   | Giorgio di Brunswick-Lüneburg           |  |  |       |  |  |                                  |  |  |                                 |  |
|                                              |                      | Giovanni Federico di Brunswick-Lüneburg   | Anna Eleonora di Assia-Darmstadt        |  |  |       |  |  |                                  |  |  |                                 |  |
| Guglielmina Amalia di Brunswick-Lüneburg     |                      | Giovanni Federico di Brunswick-Lüneburg   |                                         |  |  |       |  |  |                                  |  |  |                                 |  |
|                                              |                      | Benedetta Enrichetta del Palatinato       | Edoardo del Palatinato-Simmern          |  |  |       |  |  |                                  |  |  |                                 |  |
|                                              |                      | Benedetta Enrichetta del Palatinato       | Edoardo del Palatinato-Simmern          |  |  |       |  |  |                                  |  |  |                                 |  |
|                                              |                      | Benedetta Enrichetta del Palatinato       | Anna Maria di Gonzaga-Nevers            |  |  |       |  |  |                                  |  |  |                                 |  |
|                                              |                      | Benedetta Enrichetta del Palatinato       |                                         |  |  |       |  |  |                                  |  |  |                                 |  |

## Titoli e trattamento
- 4 novembre 1731 - 9 febbraio 1747 Sua Altezza Reale la Duchessa e Principessa Maria Giuseppina di Sassonia.
- 9 febbraio 1747 - 20 dicembre 1765 Sua Altezza Reale la Delfina di Francia.
- 20 dicembre 1765 - 13 marzo 1767 Sua Altezza Reale la Delfina Madre di Francia.

Il padre di Maria Giuseppina detenne il titolo di re di Polonia. Tuttavia, ai figli dei re polacchi era esplicitamente proibito l'utilizzo del titolo di principe o principessa di Polonia.